# خسرو براتی
خسرو براتی آدمکش و عامل اجرایی قتل‌های زنجیره‌ای ایران است. براتی اهل دهستان طرق رود از توابع شهرستان نطنز در استان اصفهان است.
انجام قتل چهار مقتول رسمی قتل‌های زنجیره‌ای به دستان او صورت گرفته و نیز در ماجرای اتوبوس ارمنستان راننده اتوبوس حامل نویسندگان بوده‌است و قرار بوده در ارمنستان آن را به دره بیندازد.
براتی تنها متهم دادگاه قتل‌های زنجیره‌ای بود که رسماً در وزارت اطلاعات عضویت نداشت. او در دادگاه به اعدام محکوم شد ولی بعد از آن به دلیل آنچه رضایت اولیای دم خوانده شد به ۱۰ سال زندان محکوم شد. به گفته مسعود بهنود (در سال ۱۳۸۴، پنج سال پس از دادگاه) او آزاد بوده‌است.
مسعود توفان پس از تعرض براتی به جان ۲۱ نویسنده در ماجرای اتوبوس ارمنستان می‌گوید: همان‌جا بخشیدیم بیچاره را. حتی نگفتیم مأمور است و معذور، چون بیشتر شبیه آدمکی بود روان‌پریش که هر کجای دیگر جهان در تیمارستانی بستری‌اش می‌کردند و نمی‌دانستیم یک سال و نیمی بعد، او را برای کشتن محمد مختاری و پوینده بسیجش خواهند کرد.
به گفته سید محمد خاتمی، خسرو براتی شوهر خواهر صادق عالیخانی بوده که با گذرنامه جعلی فرار کرده بود و در ترکیه دستگیر و به ایران تحویل داده شد.